# خانه و باغ کلانتری
خانه و باغ کلانتری مربوط به دوره قاجار است و در تبریز، خیابان عباسی، کوچه هاشمی، پلاک ۲۳ واقع شده و این اثر در تاریخ ۲۷ مرداد ۱۳۸۲ با شمارهٔ ثبت ۹۷۱۲ به‌عنوان یکی از آثار ملی ایران به ثبت رسیده است. متاسفانه امروزه در پی عدم مرمت و رسیدگی این خانه تاریخی دچار تخریب بسیاری شده است و سهل انگاری از نگهداری از آن موجبات از بین رفتن این اثر ملی شده است.